# 加里·格雷戈尔
加里·W·格雷戈尔（英語：Gary W. Gregor，1945年8月13日—），美国NBA联盟前职业篮球运动员。他在1968年的NBA选秀中第1轮第8顺位被菲尼克斯太阳选中。